# 日秀 (真言宗)
日秀（にっしゅう、文亀3年（1503年） - 天正5年9月24日（1577年11月4日））は、室町時代の真言宗の僧。字は照皆・照海。補陀落渡海に挑んだが琉球に漂着し、現地で神社仏閣の建立・再興に努めた後、帰国。薩摩国で島津氏の帰依を受け、ここでも多数の寺社を建立・再興した。
日秀の開創した三光院は、のちに日秀を祭神とする日秀神社となった。

## 生涯

### 出家まで
文亀3年（1503年）、上野国に生まれる。伝記には加賀国生まれとするものと上野国生まれとするものが存在するが、日秀本人が仏像銘において「上野国住」としているため、上野国生まれが正しい。伝記では富樫氏の出身とされているが、上野国に富樫氏は確認できないため、疑問が呈されている（富樫氏は加賀国守護）。
19歳の時、人を殺したことをきっかけに高野山で出家した。

### 補陀落渡海、琉球へ

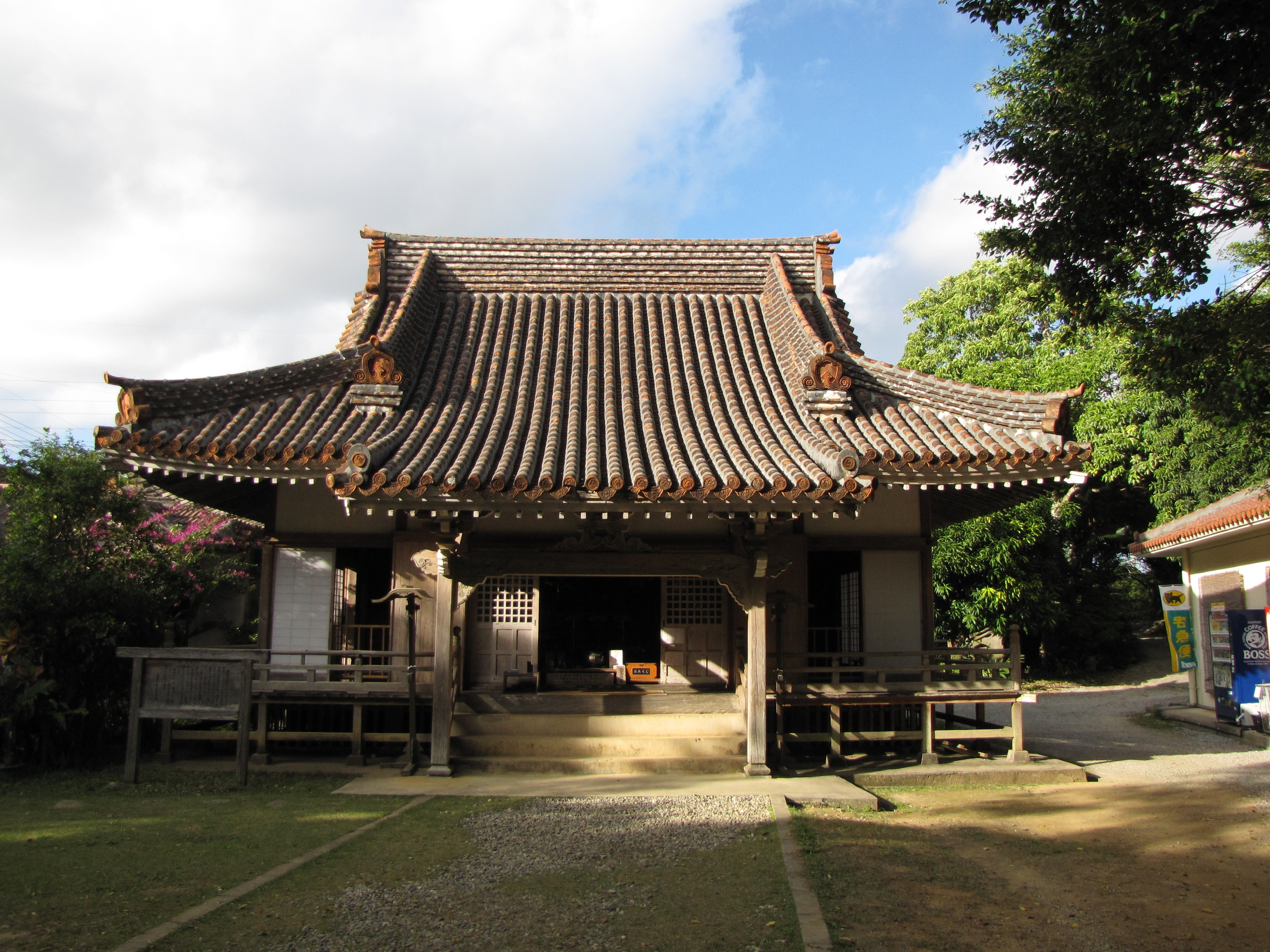
日秀が創建した金武観音寺。

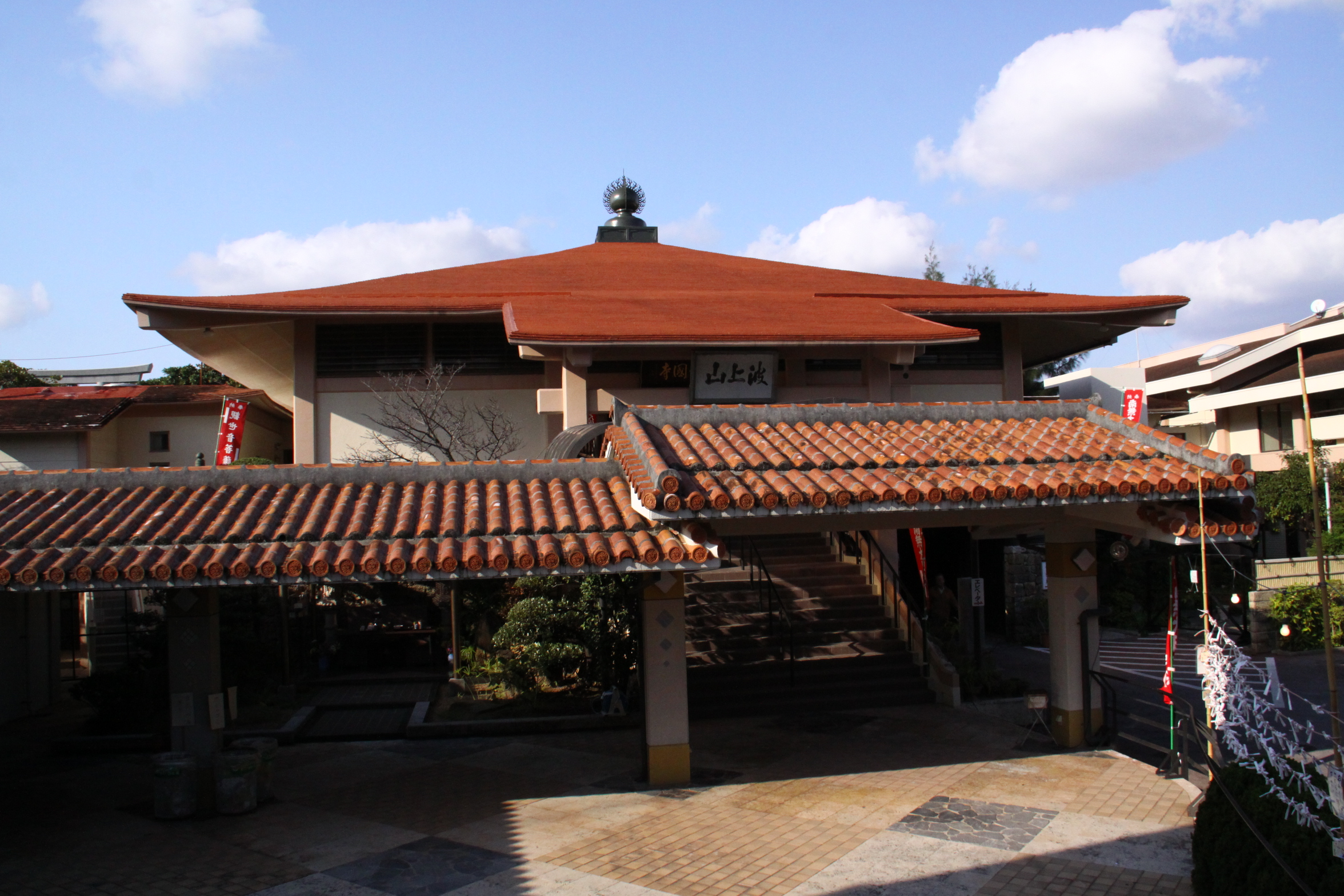
日秀が再興した護国寺。

紀伊国熊野那智から補陀落渡海を行ったが、琉球諸島に漂着する。日秀が琉球に漂着した地は金武の富花津（現・福花）とされる。
渡海の時期について、『中山世譜』は明の正徳年間（1506年 - 1521年）、『琉球国旧記』は嘉靖年間の尚清王の時代（1522年 - 1555年）、『球陽』は嘉靖年間（1522年 - 1566年）、『日秀上人縁起』は永禄元亀年間（1558年 - 1573年）、『開山日秀上人行状記』は永禄初元（1558年）と一致していない。髙橋康夫は『中山世譜』『琉球国旧記』『球陽』の記述の根本史料とみられる「金峰山補陀落院観音寺縁起」（『琉球国由来記』巻11）が尚清王の即位後から冊封を受ける前の時期、すなわち嘉清6年 - 嘉清13年（1527年 - 1534年）としていることからこれを採用している。なお髙橋は永禄元亀、永禄初元が享禄元年（1528年）の誤写である可能性を指摘している。
日秀は金武に金峰山三所大権現（金武観音寺）を創建し、阿弥陀・薬師・正観音の三尊を彫刻し安置したという。
那覇で日秀は波上権現護国寺を再興し、熊野三所権現の本地仏、阿弥陀・薬師・観音の三尊を彫刻し安置した。この像の銘には嘉靖21年（1542年）4月に彫像を開始し、嘉靖23年（1544年）12月に完成したことが記されていた。またこの銘から日秀が「補陀落渡海行者」と称していたことも確認できる。

### 帰国、薩摩・大隅での活動

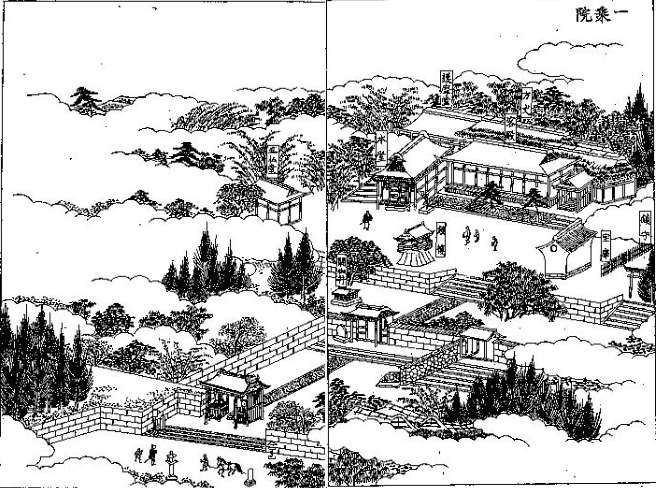
日秀が伽藍を復興した一乗院（『三国名勝図会』）。日秀作の仏像を安置する五仏堂が確認できる。

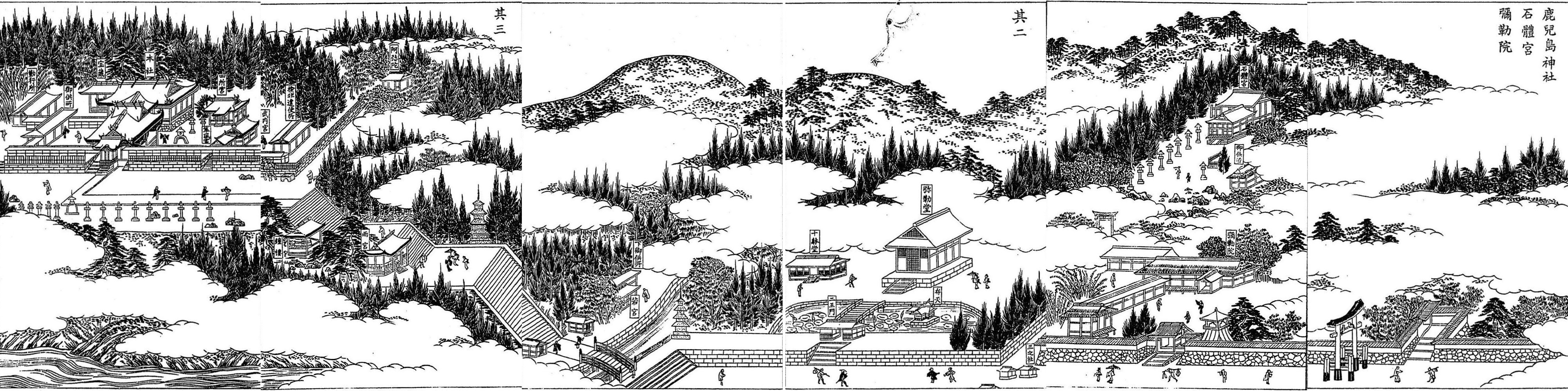
日秀が再建に携わった大隅正八幡宮（鹿児島神宮）（『三国名勝図会』）。

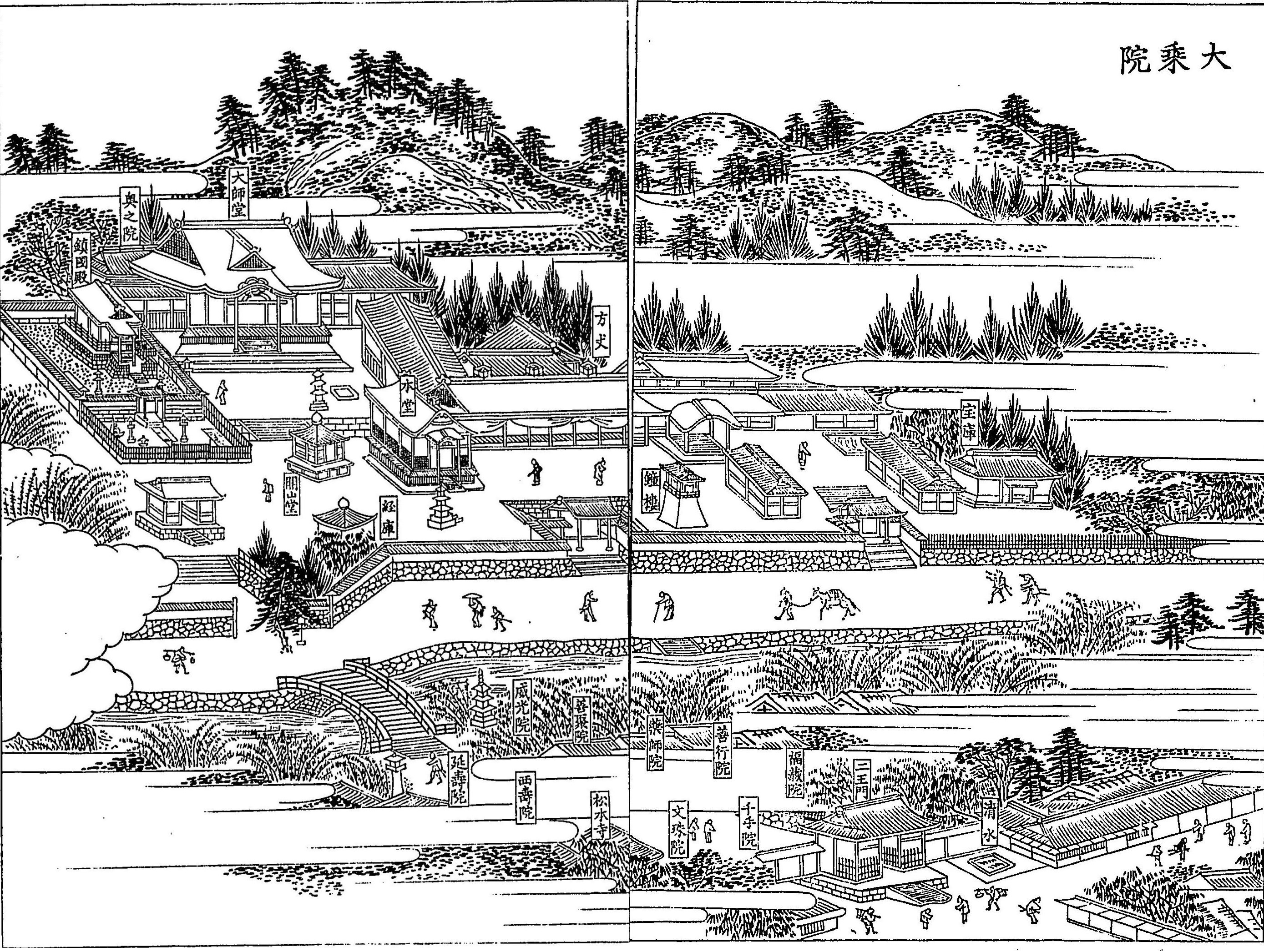
江戸時代の大乗院（『三国名勝図会』）。日秀が開創した西寿院は左下に見える。

その後、日秀は琉球王国を去り、薩摩国坊津に上陸し帰国を果たす。
日秀の帰国の時期は、「日新公御譜中」より日秀が天文21年（1552年）10月に坊津一乗院の多宝塔の造営に着手していることが判明するため、1540年代後半とみられる。日秀は一乗院の伽藍の復興に携わり、天文24年（1555年）、島津尚久・貴久・忠良らの支援を受け一乗院多宝塔に自ら制作した金剛界五仏を安置した。
日秀は大永7年（1527年）に焼失していた大隅正八幡宮の再興にも携わり、用材調達に関与したことが、「日秀上人書状」（鹿児島神宮蔵）から確認できる。また、日秀は用材調達のため屋久島に渡ったのみならず、将来の用木として屋久島から持ち帰った杉の実を裏山に蒔き、宝暦5年（1755年）にはその杉を用いて拝殿が作られたことが宝暦7年建立の「正宮山植杉記碑」に見える。
島津忠良の妻・寛庭君の菩提を弔うため、信濃善光寺の阿弥陀三尊を模刻し、善光寺西寿院（のちに大乗院塔頭）を開創した。日秀上人が永禄12年（1569年）11月に法華経文を筆写した石を埋めた上に建てたという碑があったとされる。
大隅正八幡宮の東北の山に求聞持法の道場として三光院を開創し、自刻の千手観音を安置した。門前には自刻の石仏30体も並んでいたという。『神社調』「三光院由緒書」によれば永禄12年（1569年）の開創という。

### 入定
天正3年（1575年）12月8日、三光院に定室を作り、その中で那伽定に入ったという。伝記では島津義久による大友氏または伊東氏の降伏祈願の要請に応えるためとされる。日秀の入定は、『上井覚兼日記』同年12月20日条にも記録されている。
天正5年（1577年）9月24日、入寂。
「日秀上人遺品関係資料」は霧島市指定有形文化財として隼人歴史民俗資料館で展示されている。

## 伝説
- 日秀は補陀落山に渡り、その帰路に琉球にたどり着いた（『三国名勝図会』）[18]。
- 日秀の乗った船の船底の穴（補陀落渡海船には穴を空けて沈むようにする場合があった）を鮑が塞ぎ、沈むのを防いだ（『開山日秀上人行状記』）[25]。
- 金武観音寺境内の鍾乳洞は日秀が籠もったところで、大蛇の妖怪を退治したという伝承がある。洞窟内には金武宮（千手観音・旧熊野権現祠）が祀られ、泡盛の貯蔵庫として利用されている[26]。
- 真和志松川村（現・那覇市松川）指帰に妖怪が出没し、夜の通行が避けられていたが、正徳年間（1506年 - 1521年）に日秀が経を念じて碑を建立したことで妖怪は現れなくなった（『球陽』巻3尚真王43年（1519年）条 付）[27]。
- 首里と浦添を結ぶ道に妖怪が出没したため、日秀が小石に写経し、松山に埋め、金剛嶺と書かれた碑を建てた。これ以来妖怪は出なくなった（『琉球国由来記』巻6）[27]。 - 「金剛嶺」碑は浦添市指定史跡「京塚の碑」として同市経塚に現存する[28]。

## 伝記
- 『日秀上人縁起』 - 三光院伝来、日秀神社蔵。寛永以降元禄5年（1692年）以前成立。
- 『開山日秀上人行状記』 - 天保11年（1840年）ごろに薩摩藩が編纂した『神社調』（東京大学史料編纂所蔵）「大隅国之部六」三光院の項で引用されている。
- 『三国名勝図会』「金峯山神照寺三光院」の項[18] -  天保14年（1843年）成立、『日秀上人縁起』・『日秀上人尊像創建伝記』・『有馬主膳入道性哲日秀上人覚書』にもとづくとされる。
- 「日新公御譜中」天文24年（1555年）条（『鹿児島県史料 旧記雑録後編１』36号） - ※日新公は島津忠良の事。
- 南浦文之「呈日秀上人三十三回忌法筵詩」、慶長12年（1607年）（『南浦文集』）
- 「八嶋記」『慶長見聞録案紙』慶長14年（1609年）2月条 - 「日種聖人」の伝記だが、日秀上人とみられる。伴信友が『中外経緯伝草稿』巻3に引用する。
- 「金峰山補陀落院観音寺縁起」『琉球国由来記』巻11（1713年）
- 「波上山三社」附 日秀上人伝『琉球国旧記』（1731年）